# ريب لاك (ويسكونسن)
ريب لاك (بالإنجليزية: Rib Lake village, Wisconsin)‏ هي قرية تقع بولاية ويسكونسن في الولايات المتحدة. تبلغ مساحتها 5.72 كم2، وترتفع عن سطح البحر 482 م، بلغ عدد سكانها 910 نسمة في عام 2010 حسب إحصاء مكتب تعداد الولايات المتحدة وتصل الكثافة السكانية فيها 159.1 نسمة لكل كيلومتر مربع (412.1/ميل2).

## التركيبة السكانية
حدّد مكتب تعداد الولايات المتحدة بيانات التركيبة السكانية لريب لاك في تعداد الولايات المتحدة. في ما يلي، التركيبة السكانية حسب تعدادي 2000 و2010.

### تعداد عام 2000
بلغ عدد سكان ريب لاك 878 نسمة بحسب تعداد عام 2000، وبلغ عدد الأسر 356 أسرة وعدد العائلات 207 عائلة مقيمة في القرية. في حين سجلت الكثافة السكانية 153.5 نسمة لكل كيلومتر مربع (397.6/ميل2). وبلغ عدد الوحدات السكنية 394 وحدة بمتوسط كثافة قدره 68.9 لكل كيلومتر مربع (178.5/ميل2).
وتوزع التركيب العرقي للقرية بنسبة 98.86% من البيض و0.11% من الأمريكيين الأفارقة و0.23% من الأمريكيين الأصليين و0.34% من الأمريكيين ذوي الأصول الآسيوية و0.23% من الأعراق الأخرى و0.23% من عرقين مختلطين أو أكثر و0.34% من الهسبانيون أو اللاتينيون من أي عرق.
بلغ عدد الأسر 356 أسرة كانت نسبة 28.7% منها لديها أطفال تحت سن الثامنة عشر تعيش معهم، وبلغت نسبة الأزواج القاطنين مع بعضهم البعض 44.7% من أصل المجموع الكلي للأسر، ونسبة 9.6% من الأسر كان لديها معيلات من الإناث دون وجود شريك، بينما كانت نسبة 3.9% من الأسر لديها معيلون من الذكور دون وجود شريكة وكانت نسبة 41.9% من غير العائلات. تألفت نسبة 37.6% من أصل جميع الأسر من عدة أفراد يعيشون في نفس المنزل ونسبة 24.7% كانت تتألف من شخص يعيش بمفرده يبلغ من العمر 65 عاماً أو أكثر. وبلغ متوسط حجم الأسرة المعيشية 2.28، أما متوسط حجم العائلات فبلغ 3.02.
بلغ العمر الوسطي للسكان 41.3 عاماً. وكانت نسبة 22.9% من القاطنين تحت سن الثامنة عشر، وكانت نسبة 8.1% بين الثامنة عشر والرابعة والعشرين عاماً، ونسبة 22.3% كانت واقعةً في الفئة العمرية ما بين الخامسة والعشرين والرابعة والأربعين عاماً، ونسبة 21.3% كانت ما بين الخامسة والأربعين والرابعة والستين، ونسبة 17.7% كانت ضمن فئة الخامسة والستين عاماً فما فوق. يوجد لكل 100 أنثى 88.8 ذكر، ويوجد لكل 100 أنثى في الثامنة عشر من عمرها فما فوق 84.0 ذكر.
بلغ متوسط دخل الأسرة في القرية 32,222 دولارًا، أما متوسط دخل العائلة فبلغ 41,667 دولارًا. وكان متوسط دخل الذكور 30,268 دولارًا مقابل 18,750 دولارًا للإناث. وسجل دخل الفرد الخاص بالقرية 14,571 دولارًا. وكانت نسبة 7.7% من العائلات ونسبة 12.1% من السكان تحت خط الفقر، وكان من هؤلاء نسبة 15.4% تحت سن الثامنة عشر ونسبة 13.8% في الخامسة والستين من العمر وما فوق.

### تعداد عام 2010
بلغ عدد سكان ريب لاك 910 نسمة بحسب تعداد عام 2010، وبلغ عدد الأسر 371 أسرة وعدد العائلات 220 عائلة مقيمة في القرية. في حين سجلت الكثافة السكانية 159.1 نسمة لكل كيلومتر مربع (412.1/ميل2). وبلغ عدد الوحدات السكنية 432 وحدة بمتوسط كثافة قدره 75.5 لكل كيلومتر مربع (195.5/ميل2).
وتوزع التركيب العرقي للقرية بنسبة 98.68% من البيض و0.11% من الأمريكيين الأفارقة و0.33% من الأمريكيين الأصليين و0.22% من الأمريكيين ذوي الأصول الآسيوية و0.66% من عرقين مختلطين أو أكثر و0.99% من الهسبانيون أو اللاتينيون من أي عرق.
بلغ عدد الأسر 371 أسرة كانت نسبة 30.7% منها لديها أطفال تحت سن الثامنة عشر تعيش معهم، وبلغت نسبة الأزواج القاطنين مع بعضهم البعض 43.1% من أصل المجموع الكلي للأسر، ونسبة 11.1% من الأسر كان لديها معيلات من الإناث دون وجود شريك، بينما كانت نسبة 5.1% من الأسر لديها معيلون من الذكور دون وجود شريكة وكانت نسبة 40.7% من غير العائلات. تألفت نسبة 32.9% من أصل جميع الأسر من عدة أفراد يعيشون في نفس المنزل ونسبة 18.1% كانت تتألف من شخص يعيش بمفرده يبلغ من العمر 65 عاماً أو أكثر. وبلغ متوسط حجم الأسرة المعيشية 2.33، أما متوسط حجم العائلات فبلغ 2.96.
بلغ العمر الوسطي للسكان 39.7 عاماً. وكانت نسبة 25.1% من القاطنين تحت سن الثامنة عشر، وكانت نسبة 7.1% بين الثامنة عشر والرابعة والعشرين عاماً، ونسبة 22.3% كانت واقعةً في الفئة العمرية ما بين الخامسة والعشرين والرابعة والأربعين عاماً، ونسبة 24.2% كانت ما بين الخامسة والأربعين والرابعة والستين، ونسبة 21.3% كانت ضمن فئة الخامسة والستين عاماً فما فوق. وتوزع التركيب الجنسي للسكان بنسبة 47.1% ذكور و52.9% إناث.